# Người Mỹ gốc Pháp
Người Mỹ gốc Pháp (tiếng Anh: French Americans, Franco-Americans, tiếng Pháp: Franco-Américains) là công dân hoặc có quốc tịch Hoa Kỳ, những người tự nhận mình có di sản, dân tộc và/hoặc quan hệ tổ tiên của người Pháp hoặc người Canada gốc Pháp. Thành viên của nhóm này cũng là những người đã tuyên bố trung thành hoặc không chính thức hoặc chính thức với Pháp hoặc Canada và Hoa Kỳ. Người có quốc tịch kép của cả Pháp và Hoa Kỳ thường được gọi là người Mỹ gốc Pháp.
Kể từ tháng 1 năm 2018, dân số người Mỹ gốc Pháp lớn nhất là ở bang Maine. Tiểu bang này là nơi có dân số nói tiếng Pháp lớn nhất trong cả nước (Lewiston) và tập trung nhiều người khai thác Pháp nhất (Madawaska). Tiểu bang có dân số nói tiếng Pháp lớn thứ hai của người Mỹ gốc Pháp là Louisiana. Dân số nói tiếng Pháp lớn nhất (tính theo tỷ lệ phần trăm người nói) ở Hoa Kỳ được tìm thấy tại Giáo xứ St. Martin.
Trên toàn quốc, có khoảng 10,4 triệu cư dân Hoa Kỳ tuyên bố tổ tiên người Pháp hoặc người Canada gốc Pháp và khoảng 1,32 triệu nói tiếng Pháp tại nhà theo điều tra dân số năm 2010. Thêm 750.000 cư dân Hoa Kỳ nói tiếng Creole có trụ sở tại Pháp, theo Khảo sát cộng đồng Mỹ năm 2011.
Trong khi người Mỹ gốc Pháp chiếm một tỷ lệ đáng kể trong dân số Hoa Kỳ, người Mỹ gốc Pháp được cho là ít nhìn thấy hơn so với các nhóm dân tộc có kích thước tương tự khác. Điều này một phần là do xu hướng của các nhóm người Pháp-Mỹ xác định chặt chẽ hơn với các bản sắc khu vực Bắc Mỹ như người Canada, Acadia, Brayon, Cajun hoặc Louisiana Creole hơn là một nhóm kết hợp. Điều này đã kìm hãm sự phát triển của một bản sắc thống nhất của người Mỹ gốc Pháp như trường hợp của các nhóm dân tộc Âu-Mỹ khác.

## Dân số

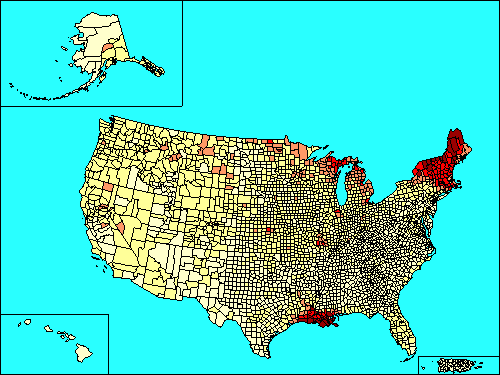
Phân bố người Mỹ gốc Pháp trên khắp các tiểu bang Hoa Kỳ.

Theo điều tra dân số Hoa Kỳ năm 2000, 5,3% người Mỹ có nguồn gốc từ Pháp. Hơn 10% tiểu bang có dân tộc Mỹ-Pháp có:
| Maine         | 25,0% |
| New Hampshire | 24,5% |
| Vermont       | 23,9% |
| Rhode Island  | 17,2% |
| Louisiana     | 16,2% |
| Massachusetts | 12,9% |
| Connecticut   | 9,9%  |

## Nhân vật nổi tiếng

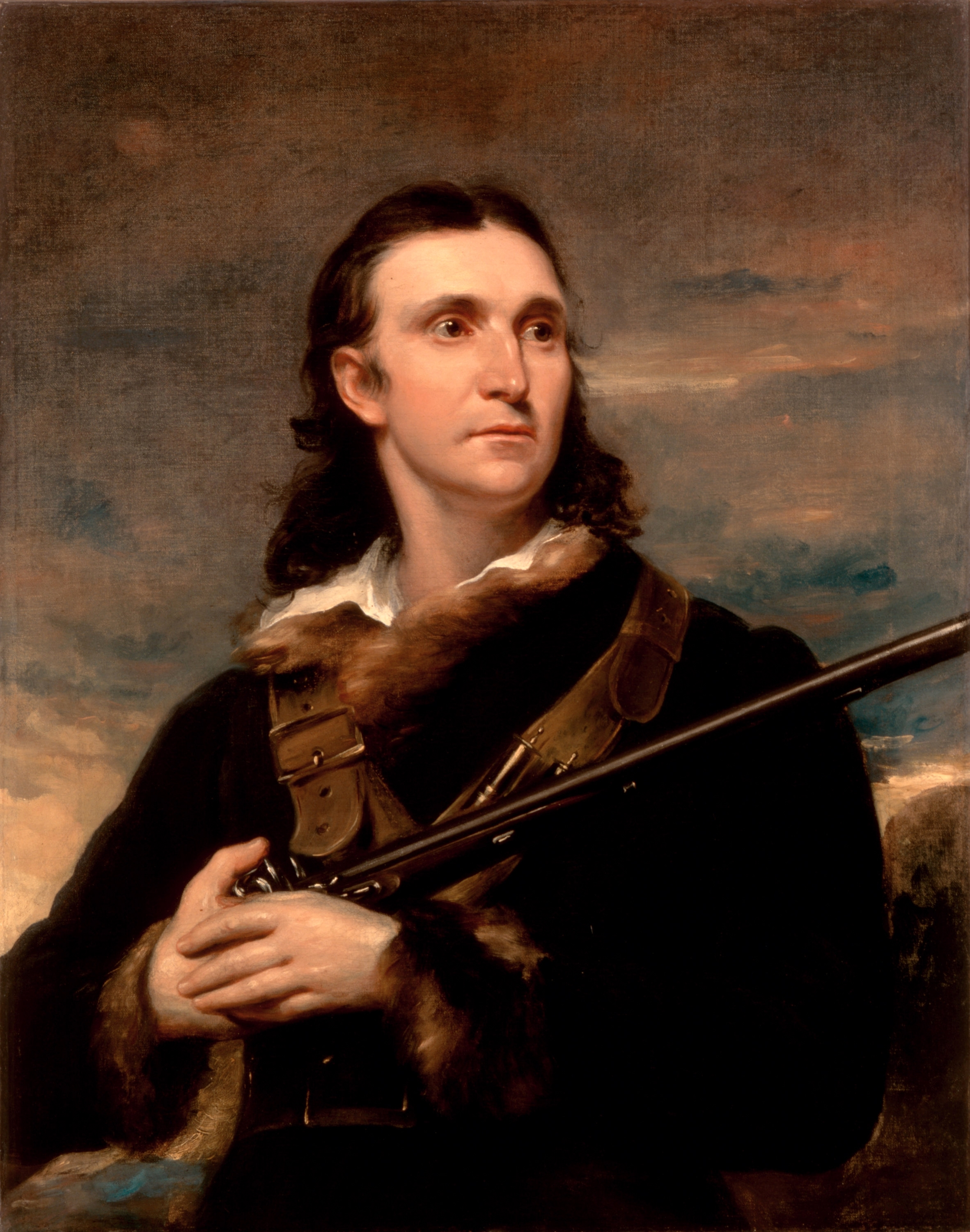
John James Audubon, nhà điểu cầm học, tự nhiên học, thợ săn và họa sĩ.
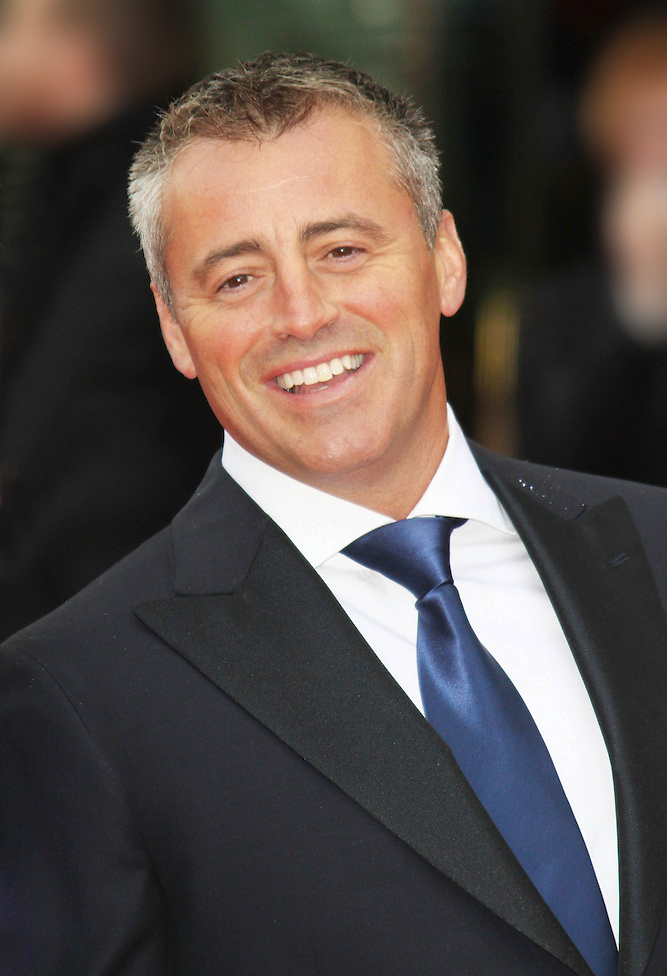
Matt LeBlanc, nam diễn viên nổi tiếng.
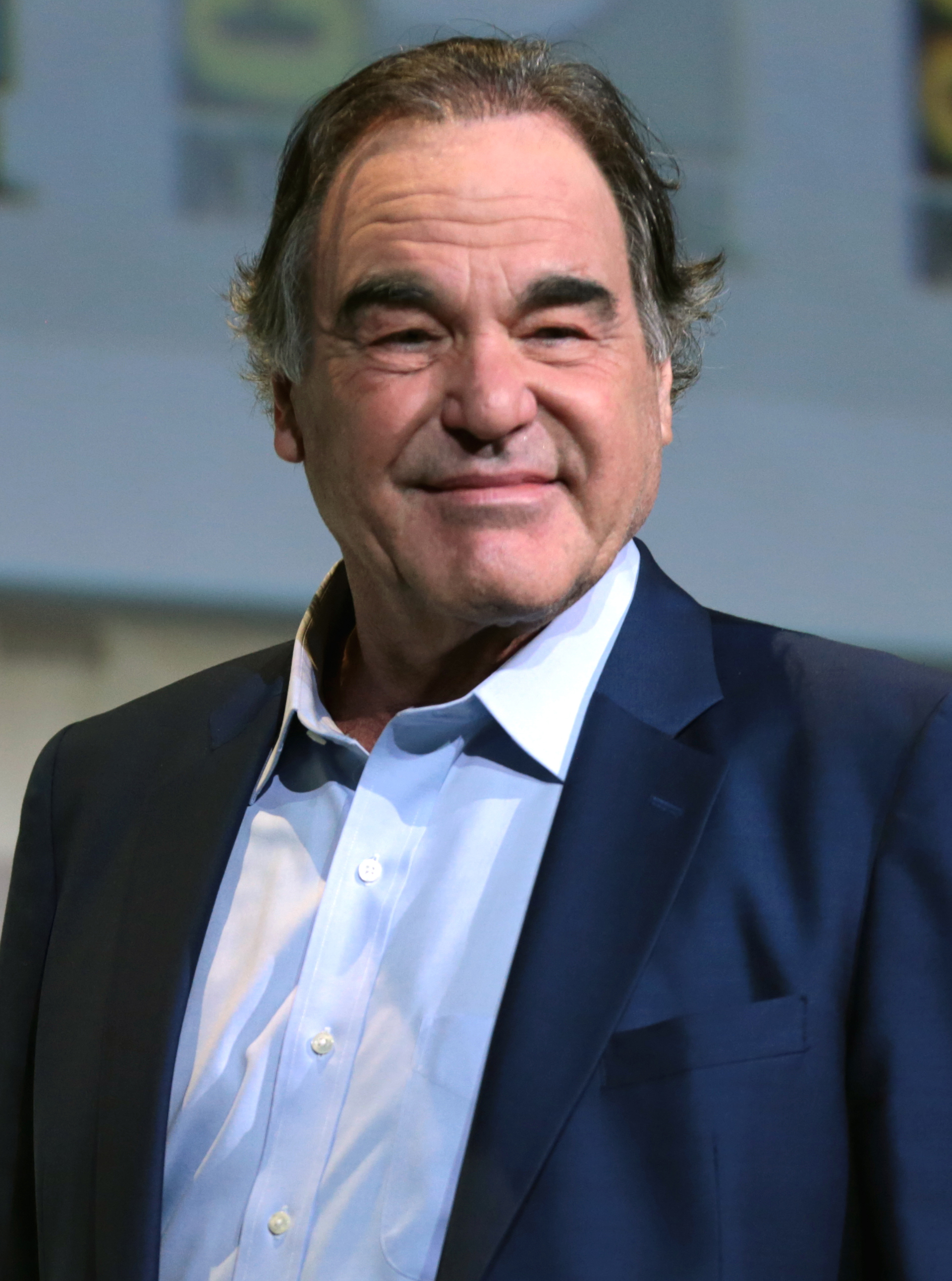
Oliver Stone là một đạo diễn và biên kịch.
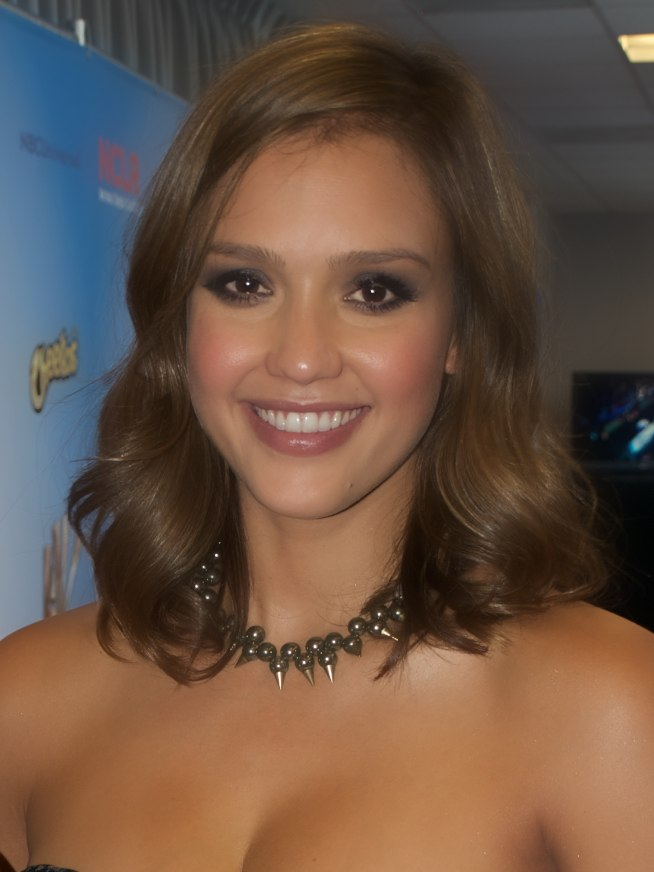
Jessica Alba, nữ diễn viên nổi tiếng.
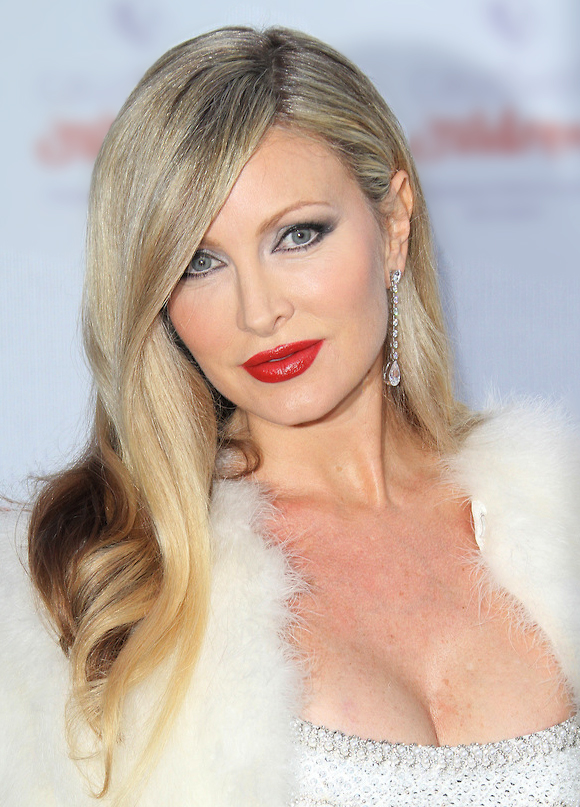
Caprice Bourret, nữ doanh nhân, diễn viên truyền hình.
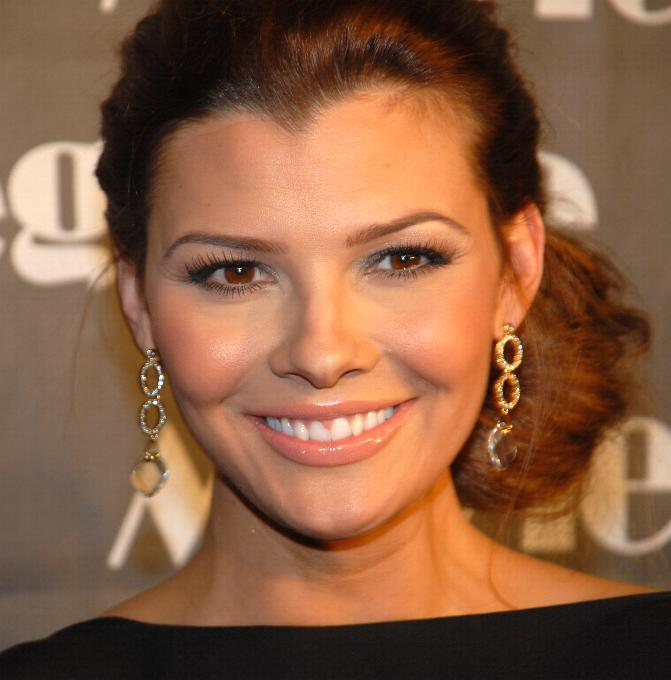
Ali Landry, nữ diễn viên, người mẫu.
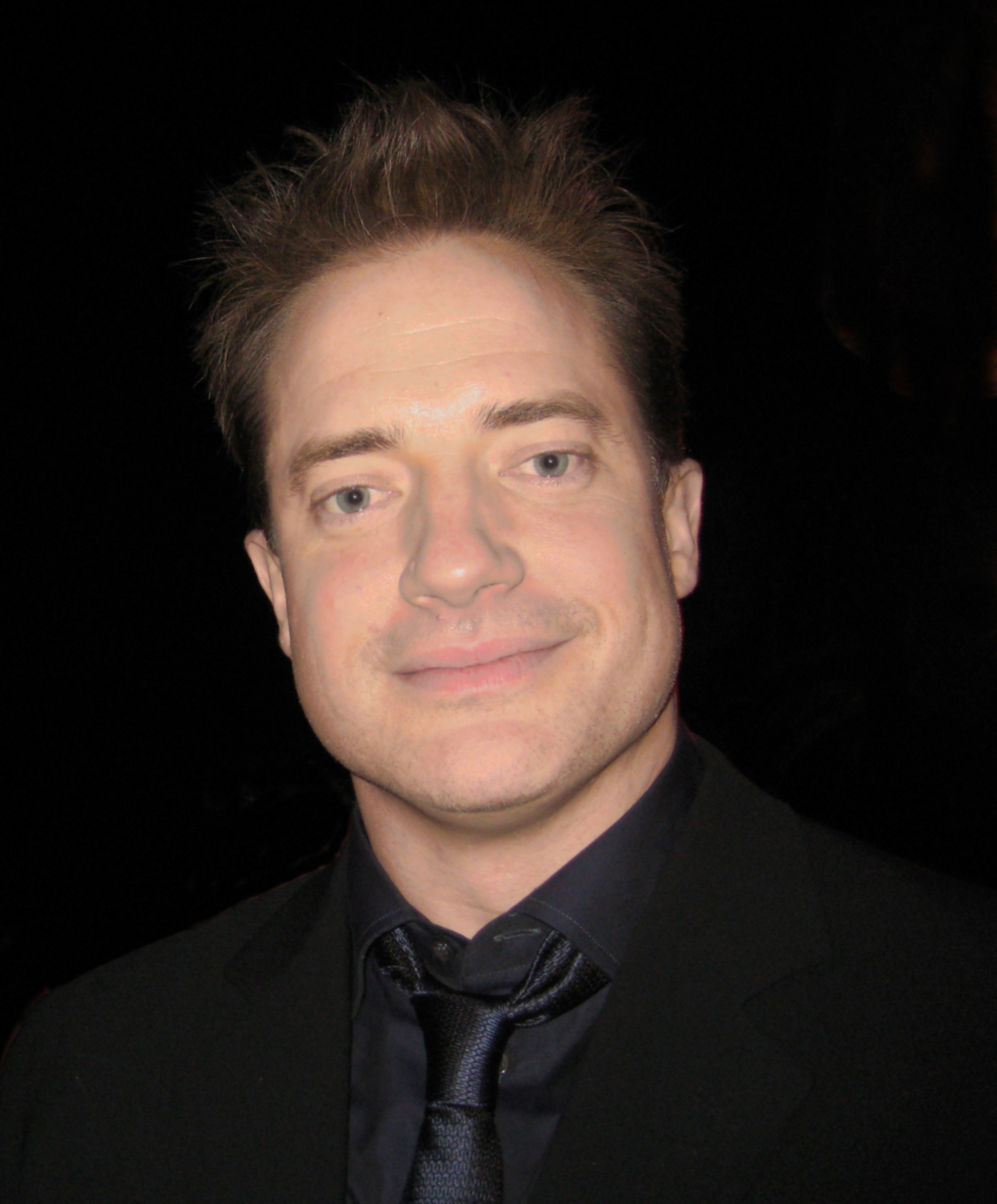
Brendan Fraser, diễn viên điện ảnh.
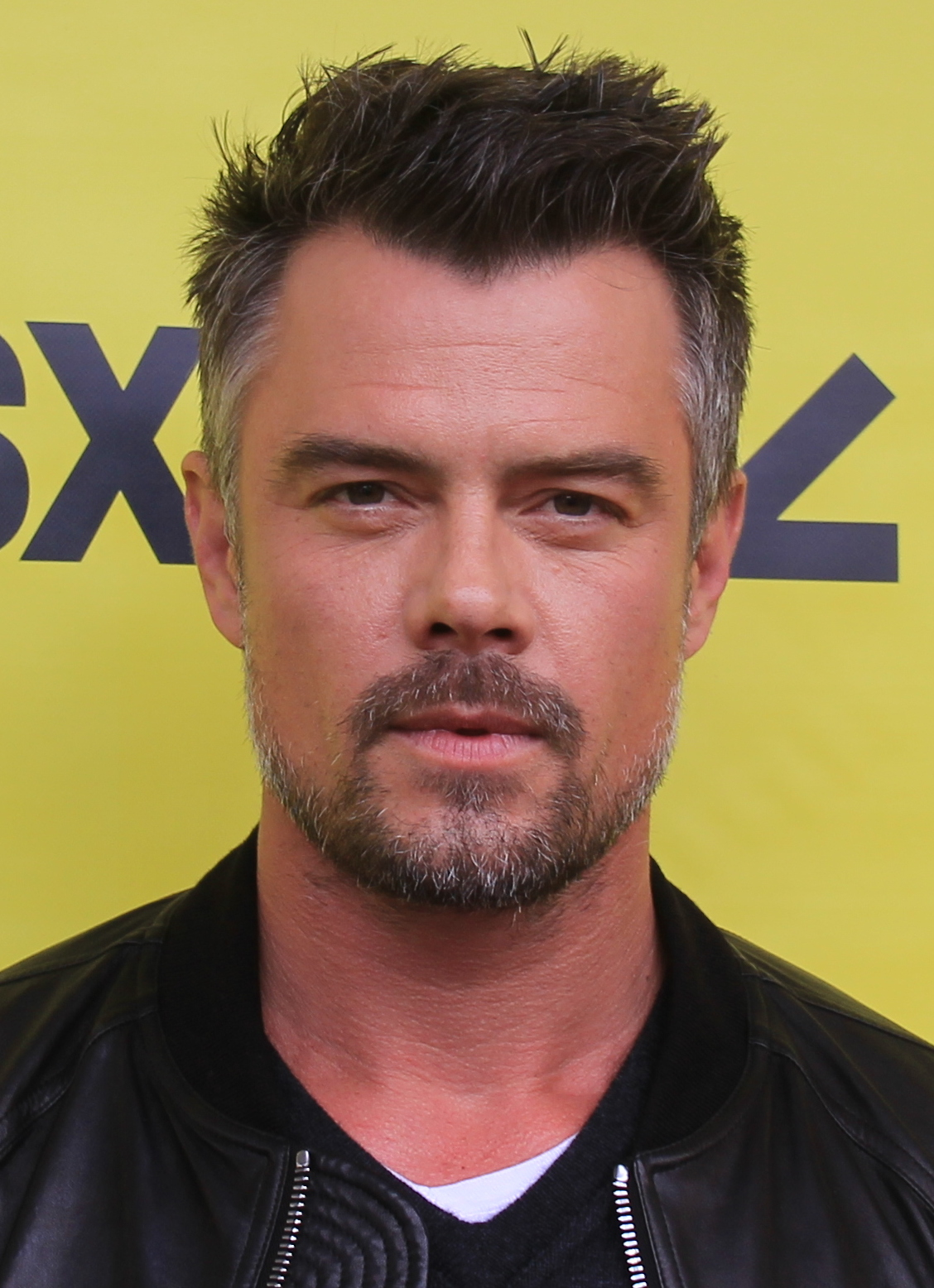
Josh Duhamel, diễn viên và cựu người mẫu thời trang.